# Pere Riutort Mestre
Pere Riutort i Mestre (Petra, Majorque, 1935 - Tàrbena, Marina Baixa, 21 novembre 2021,) fut un prêtre, pédagogue, philologue et liturgiste majorquin. Il fut l'un des principaux promoteurs de la langue catalane à Majorque et aussi à Valence, ou il vécut depuis 1971.

## Biographie
Il naquit à Petra (Majorque) en 1935. Il fut membre des "blauets de Lluc" (enfants chanteurs) du monastère de Lluc (1945), et devint prêtre dans la congrégation de missionnaires des Sacrés Cœurs de Jésus et de Marie de Majorque. Il obtint le titre de licencié en  pédagogie, philologie classique, théologie et philologie catalane. De 1967 à 1969 il fit un travail de promotion de la langue catalane dans beaucoup d'écoles de Majorque. En 1971 il vint vivre au Pays valencien. Dès 1979 il fut professeur de langue catalane au Collège universitaire de Castelló de la Plana. De 1984 à 1986 il enseigna la didactique de la langue catalane à l'École de formation des professeurs d'éducation primaire de Valence. En 1986 il devint professeur titulaire et en 1996 il devint professeur d'université de philologie catalane à l'Université de Valence.
Il publia entre 1975 et 1977, en collaboration avec Enric Valor, Manuel Sanchis i Guarner, J.L. Sanchis, F. Graell et J.C. Bellvert, plusieurs textes pour l'enseignement de la langue catalane au Pays valencien et les îles Baléares. Parmi ces livres il convient de signaler Els vents del món (Les vents du monde). Il travailla aussi à l'édition des textes liturgiques  valenciens en langue catalane, et il fut président de la Commission qui réalisa l'adaptation officielle en catalan des livres liturgiques du IIe concile œcuménique du Vatican. Il traduisit aussi les (Évangiles) en catalan. Il obtint le prix "Valencien de l'Année" en 1977, octroyé par la Fondation Huguet. Il fut président de la Fondation  "La Mata de Jonc" pendant ses dernières années.

### Commission Interdiocésaine pour les textes liturgiques en langue vernaculaire
Le 14 mai 1973, l'archevêque de Valence, José María García Lahiguera, crée une Commission Interdiocésaine pour les textes liturgiques en langue vernaculaire. Cette commission était formée de dix-huit membres, et Pere Riutort fut élu président par l'archevêque de Valence le 18 octobre 1973. Le fruit du travail de cette commission, le Llibre del Poble de Déu (Livre du Peuple de Dieu) fut publié vers la fin de 1975. Ce livre est un abrégé complet de textes liturgiques adaptés dans la variante valencienne de la langue catalane. Afin de pouvoir publier ce livre, Pere Riutort dut vendre quelques terres qu'il possédait à Majorque. L'approbation de ce livre fit dès le début l'objet d'une polémique, qui correspond à la naissance du blaverisme dans la société valencienne.